# 下波佐見村
下波佐見村（しもはさみむら）は、長崎県東彼杵郡北部の内陸部にあった村。1956年（昭和31年）に北東隣の上波佐見町と合併し、波佐見町となった。
現在の波佐見町の南西部にあたる。

## 地理
- 山：二ツ岳、鴻ノ巣山、大平岳
- 河川：川棚川、皿山川

## 沿革
江戸時代は上波佐見村とあわせて波佐見村と称された。村域が広大なため、川棚川の上手を上波佐見、下手を下波佐見の2村に分けたとされる。この分村は旧大村藩領内に限ったものであったが、明治3年12月の藩制改革により正式に分村された。
- 1889年（明治22年）
  - 4月1日 - 町村制施行により、東彼杵郡下波佐見村が単独村制にて発足。
  - 月日不詳 - 川棚村（現・川棚町）五反田郷のうち、字梅高野を岳辺田郷に編入。
- 1932年（昭和7年） - 村役場を岳辺田郷から長野郷へ移転。
- 1956年（昭和31年）6月1日 - 上波佐見町と合併して波佐見町が発足し、下波佐見村は自治体として消滅。

## 地名
郷を行政区域とする。下波佐見村は1889年の町村制施行時に単独で自治体として発足したため、大字は無し。
- 川内郷
- 皿山郷
- 志折郷
- 岳辺田郷
- 田ノ頭郷（たのかしら）
- 長野郷[3]
- 中山郷[4]
- 稗木場郷（ひえこば）

## 産業
農業および江戸時代より続く窯業を主な産業とする。

## 名所・旧跡
- 岳ノ山古城
- 狼煙場址（平瀬郷）

## 下波佐見村出身の著名人
- 黒板勝美（歴史学者）